# تترای چشم‌چراغی
تترای چشم‌چراغی (نام علمی: Hemigrammus ocellifer) یک ماهی آب شیرین بومی آمریکای جنوبی است. این ماهی به نام ماهی فانوس دریایی، تترای فانوس دریایی و تترای سرودم‌چراغی نیز شناخته می‌شود. این ماهی در رودخانه‌های گویان، سورینام، گویان فرانسه و حوضه آمازون برزیل و پرو یافت می‌شود.
اکثر نمونه‌هایی که برای فروش در فروشگاه‌ها عرضه می‌شوند، از نوع پرورشی هستند.
حداکثر اندازه آن ۵ سانتیمتر (۲٫۰ اینچ)؛ جنس جنسیت با بالغ بودن ماده‌های بالغ مشخص می‌شود.

## مراقبت
نمونه‌های وحشی با طیف وسیعی از شرایط آب سازگار می‌شوند: pH باید ۶–۸ باشد. dH تا ۱۸ درجه؛ و دمای ۷۲ تا ۷۹ درجه فارنهایت (۲۲ تا ۲۶ درجه سلسیوس) ایده‌آل می‌باشد.

## تغذیه
تترای چشم‌چراغی از طیف گسترده‌ای تغذیه می‌کند، از قبیل سخت‌پوستان کوچک، میکروپلت‌ها، و غذاهای منجمد مانند لارو پشه، میگوی آب شور و دافنی.

## سازگاری
تترای چشم‌چراغی، تترای صلح‌جویی است و با دیگر گونه‌های تترا، گورامی، دانیو، رازبورا، ماهی رنگین‌کمانی، دیس‌ماهی، آنجل، گوپی، پلاتی، دم‌شمشیری و مولی سازگاری دارد.